# 塔邦洞穴群
塔邦洞穴群位於菲律宾巴拉望省奎松市，為利普角（Lipuun Point）保護區的一部分，面積104公頃，有218個洞穴，其以主要的洞穴「塔邦洞穴」為名。
塔邦洞穴群為菲律賓重要的史前時代考古遺址，當中發現古代塔邦人的遺骸，為東南亞少數的更新世時期人類始祖智人的遺跡，另有其他許多珍貴的文物。2006年5月塔邦洞穴群被列為菲律賓世界遺產暫定名單，2011年2月被列為菲律賓國家文化遺產。

## 地理
塔邦洞穴群位於菲律賓西南部巴拉望島西岸，面向南海，行政區域屬於巴拉望省奎松市，一份1851年英國測量圖標示該地區名為「Albion Head」。菲律賓政府在1972年宣布該地區為為利普角保護區，面積104公頃。塔邦洞穴群共有218個洞穴，其中38個洞穴內曾發現古代文物。洞穴群的主要洞穴名為「塔邦洞穴」，「塔邦」名稱來自於菲律宾塚雉（又名塔邦塚雉），洞穴群內堆積了大量塔邦塚雉的糞便。

## 歷史沿革

### 1920年代的挖掘
1922年，由卡爾·古特（Carl Guthe）博士率領的密西根大学考察團造訪巴拉望島的艾爾尼多地區，在1922－1925年考察期間在四個洞穴中進行考古挖掘。1932年與1935年，E.D.赫斯特（E.D.Hester）造訪巴拉望島東側布魯克斯角南方的烏靈－烏靈（Uring-uring）地區，發現大量14至16世紀來自中國、泰國和越南的貿易陶瓷。

### 1950－60年代的挖掘
1951年，羅伯特·福克斯（Robert Fox）在阿博蘭的塔格巴努瓦（Tagbanua）部落發現新石器时代早期的橢圓形錛子。1962年，羅伯特·福克斯再次造訪烏靈－烏靈地區，發現更多14－16世紀的貿易陶瓷，以及一個保存良好的金飾。
1962年5月28日，羅伯特·福克斯在塔邦洞穴發現不同年代的下頜骨與额骨化石。同一年，菲律宾国家博物馆的團隊在此洞穴重新挖掘，找到脛骨碎片化石。此為重要的考古發現，證實巴拉望島在史前時代即有人類居住於此。1964年，威廉·索爾海姆（Wilhelm Solheim）在他對菲律賓中部鐵器時代的研究中討論卡爾·古特的發現。同一年，羅伯特·福克斯在塔邦洞穴群的馬農古洞穴（Manunggul cave）發現保存良好的史前時代二次葬（拾骨葬）金斗甕:275。

### 保護措施
1972年〈菲律賓總統第996號公告〉宣布塔邦洞穴及附近的利普角地區為保護區。2006年5月，塔邦洞穴被列為菲律賓世界遺產暫定名單。2011年2月，根據〈菲律賓共和國4846號法令〉，政府宣布塔邦洞穴群為菲律賓國家文化遺產，由菲律宾国家博物馆管理。

## 考古發現

### 塔邦人遺骸
塔邦洞穴群最重要的考古發現為更新世時期人類始祖智人的遺骸，其命名為塔邦人，這些遺骸分屬不同年代：羅伯特·福克斯發現的右下頜骨化石推定年代為距今16,500 ± 2,000年、额骨化石推定年代為距今31,000 ± 8－7,000年；菲律賓國家博物館團隊發現的脛骨碎片化石，推定年代為距今47,000 ± 11－10,000年。年代是根據同位素釷-230/鈾-234的比例所推定。
1962年羅伯特·福克斯發現塔邦人遺骸時，是當時菲律賓發現年代最久遠的早期人類遺骸，直到2007年於卡加延省的卡勞洞穴發現之吕宋人遺骸，證實其年代比塔邦人遺骸更早，約有67,000年的歷史。

### 二次葬金斗甕

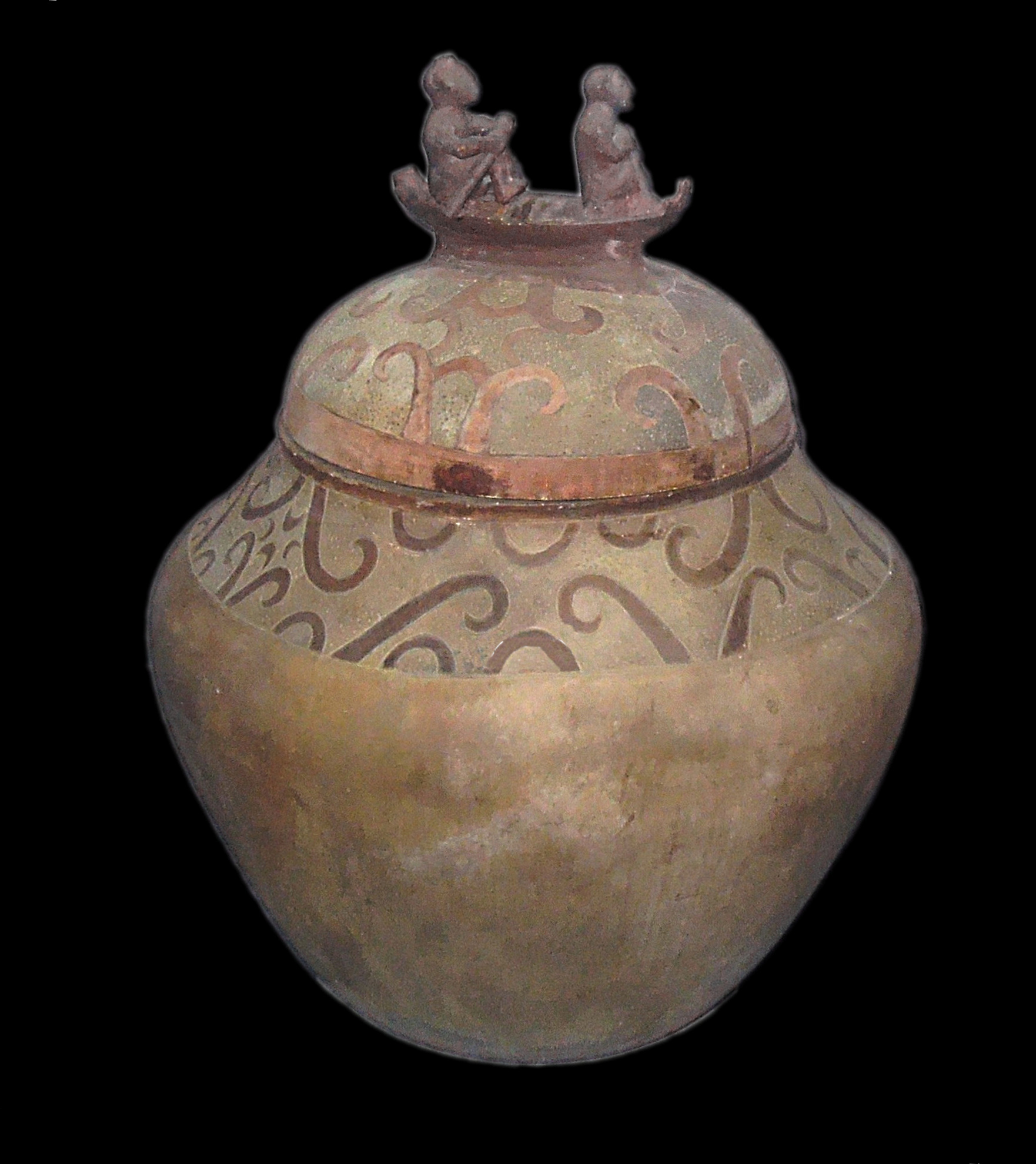
馬農古金斗甕

另一個較重要的考古發現，為在馬農古洞穴中發現的二次葬（拾骨葬）金斗甕，其以發現的洞穴命名為馬農古金斗甕（Manunggul jar），估計年代約為新石器時代晚期的公元前890－711年間。馬農古金斗甕高66.5公分，直徑51.5公分，其特點為金斗甕的蓋子頂端有一艘小船，船上有兩個人物，前面的人物是死者；後面的人物手持槳，將船和死者的靈魂引向來世。此金斗甕顯現古代菲律賓人在逝世後的傳統習俗與宗教信仰，被譽為是菲律賓在西班牙人殖民時代之前，最精美的工藝品:40-41。

### 其他
另外。在洞穴中還找到作為製作工具用的石片成品，以及半成品石核。由三處烹飪火堆中留下的木炭，依據放射性碳定年法，測定約為公元前7000年、2萬年和2.2萬年:14-15。
除了史前時代的遺物，還有許多13－16世紀的古文物，包括貿易陶瓷、金飾等。1962年羅伯特·福克斯發現的金飾上面的圖像，經鑑定為13－14世紀满者伯夷時期的迦楼罗。

## 塔邦洞穴群圖集

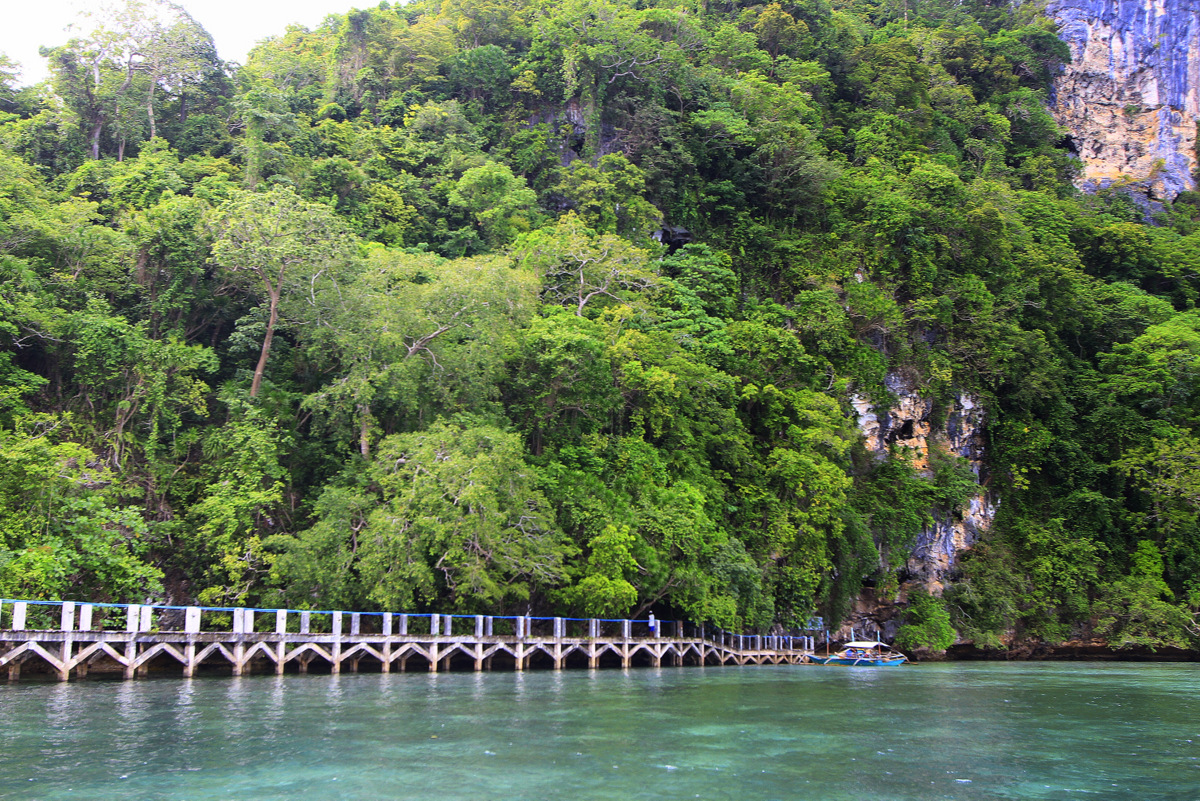
遺址入口的船塢
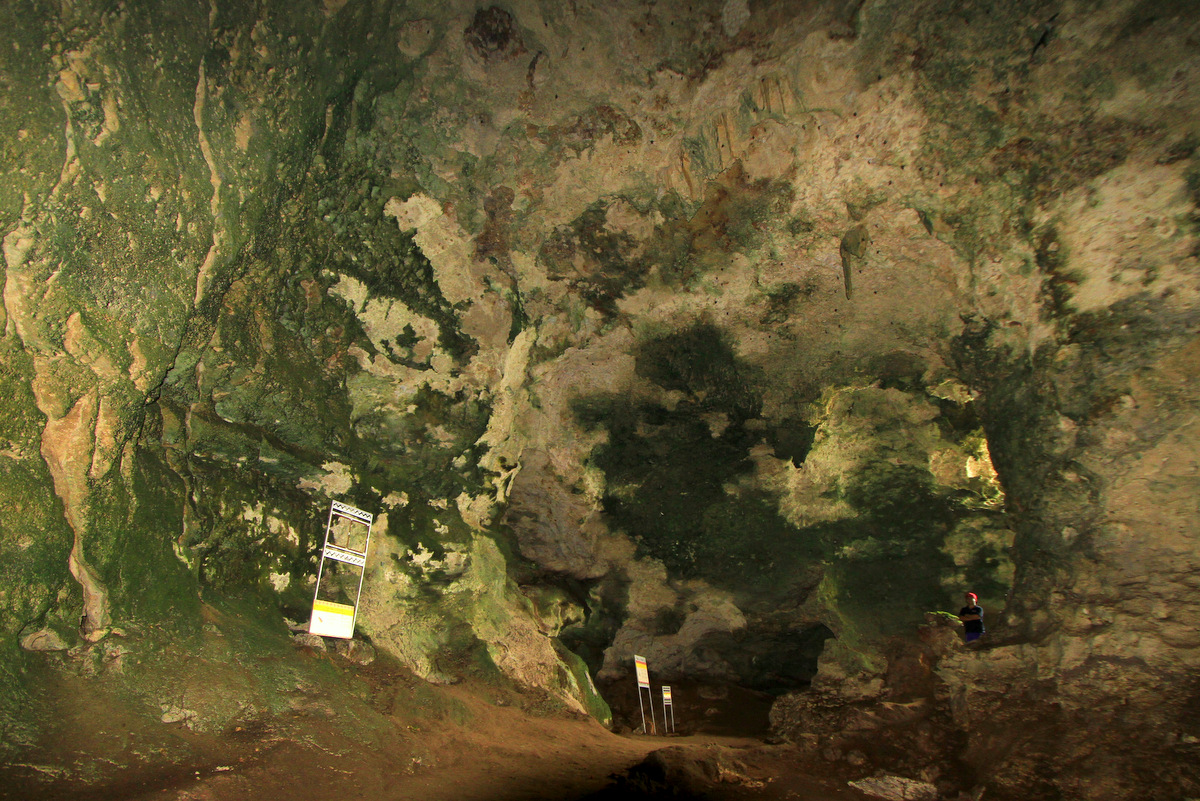
塔邦洞穴遺址群的其中一個洞穴
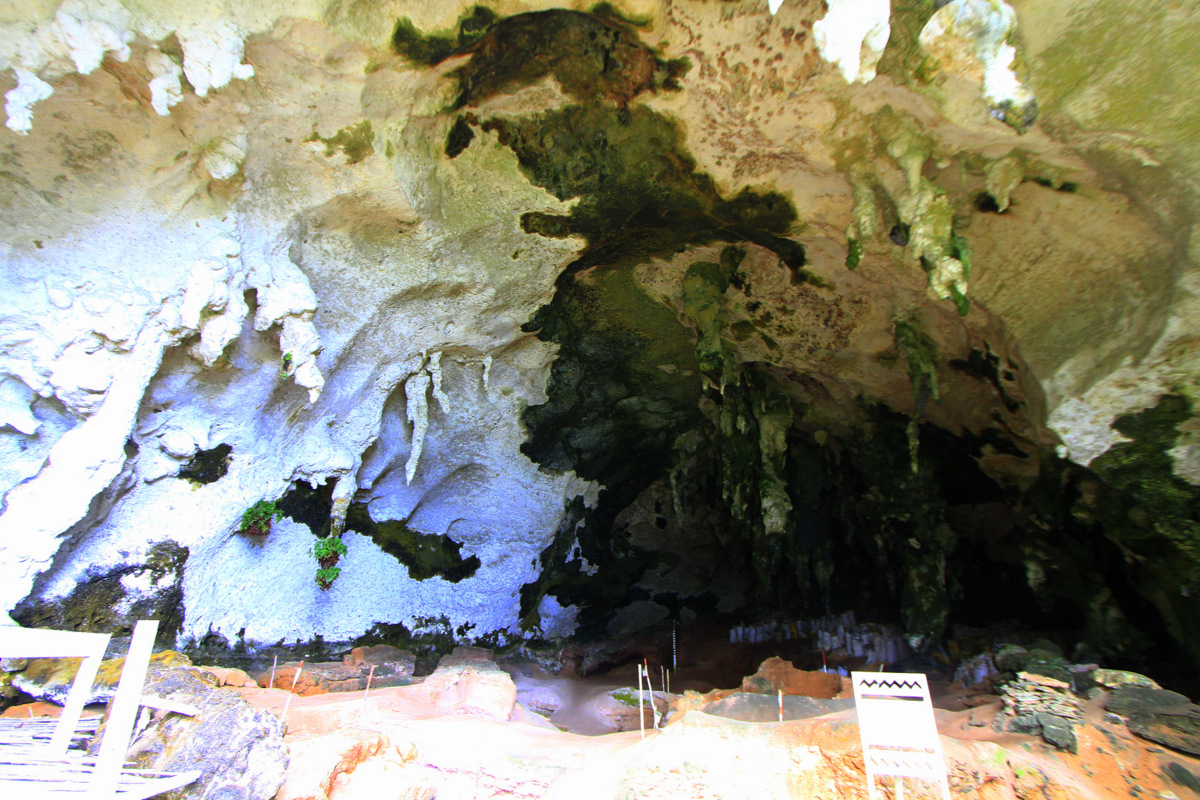
塔邦洞穴修復工程
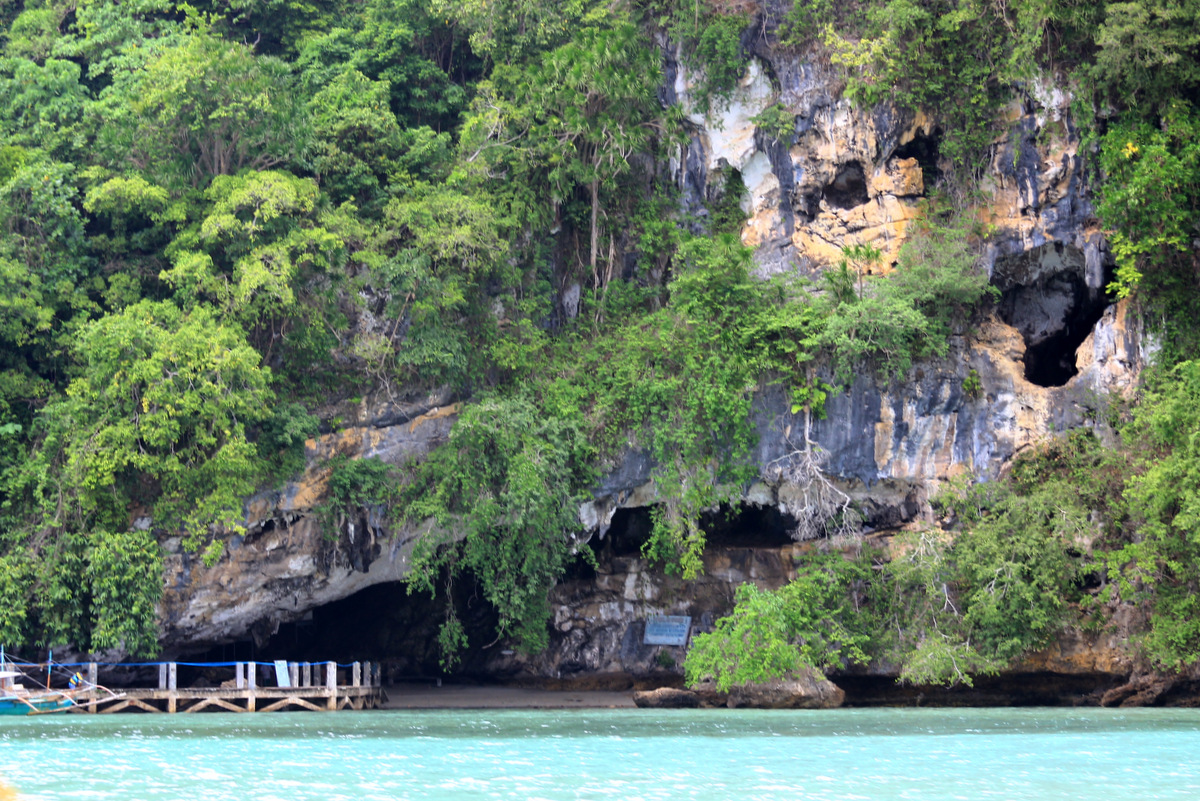
利普角一景

## 外部連結
- 菲律賓國家博物館－塔邦洞穴群遺址博物館 （页面存档备份，存于）（英文）